# Jean-Claude Jourquin
Jean-Claude Jourquin (Etterbeek, 1938. november 6. – Anderlecht, 2016. március 17.) belga nemzetközi labdarúgó-játékvezető, sportvezető.

## Pályafutása
A Belga labdarúgó-szövetség Játékvezető Bizottsága (JB) terjesztette fel nemzetközi játékvezetőnek, a Nemzetközi Labdarúgó-szövetség (FIFA) 1975-től tartotta nyilván bírói keretében. Több nemzetek közötti válogatott és klubmérkőzést vezetett, vagy működő társának partbíróként segített. Az aktív nemzetközi játékvezetéstől 1979-ben búcsúzott.
2007-ig a Belga Labdarúgó-szövetség Játékvezető Bizottságának (JB) elnöke volt.